# Zoover
Zoover is opgericht in 2005 en is een Nederlandse website om vakanties te boeken. In de eerste jaren na de oprichting was het platform gericht op het verzamelen en delen van vakantiebeoordelingen. Sinds januari 2020 kunnen er vakanties worden geboekt op de website. De beoordelingen worden door gebruikers aangeleverd die op de genoemde bestemming geweest zijn (user-generated content). Beoordelingen worden geplaatst na autorisatie door Zoover.

## Geschiedenis
In 2005 nam moederbedrijf WebAssets de website Vakantiereiswijzer.nl over. Zo ontstond Zoover, een website waar vakantiegangers recensies kunnen schrijven van de bezienswaardigheden, hotels, campings, bed & breakfasts en hostels waar ze zijn geweest.
Op 7 maart 2010 ontving Zoover de miljoenste beoordeling (in 2018 meer dan 3,5 miljoen beoordelingen). Zoover heeft een database met 400.000 accommodaties (zoals hotels, appartementen, campings, vakantieparken, cruises en vakantiehuizen) in 42.000 bestemmingen. Daarnaast bevat de site vakantiefoto's van accommodaties en bestemmingen.
In 2012 nam Tomorrow Focus AG een meerderheidsbelang in WebAssets (moederbedrijf Zoover). Onder de gedeeltelijke overname viel ook MeteoVista, het bedrijf waar Weeronline onder valt. Tomorrow Focus is het moederbedrijf van HolidayCheck AG, de Duitse concurrent van Zoover op het gebied van vakantiebeoordelingen. In 2016 is de naam van Tomorrow Focus AG aangepast naar HolidayCheck GROUP AG.
In 2016 heeft Zoover haar hoofdkantoor verplaatst van Zeist naar Amsterdam.
In januari 2020 werd het mogelijk om vakanties via Zoover te boeken bij aangesloten touroperators.
In juli 2020 werd Zoover overgenomen door Vakanties.nl, gevestigd in Rotterdam. Vakanties.nl werd in 2017 opgericht door Judith Eyck en Joost Romeijn (eerder oprichter van Sunweb). In december 2022 heeft Judith Eyck de organisatie verlaten.

## Zoover Awards
Zoover Awards voor accommodaties
Ieder jaar vindt de uitreiking van de Zoover Awards voor accommodaties plaats. Tijdens deze uitreiking ontvangen de best gewaardeerde campings, hotels, bed & breakfasts en andere accommodaties een Zoover Award.
Zoover Awards voor reisorganisaties
De Zoover Awards zijn jaarlijks terugkerende publieksprijzen in de reisbranche. De awards geven erkenning aan de best gewaardeerde en populairste reisorganisaties van Nederland. Door te stemmen en waarderingscijfers toe te kennen aan gezichtsbepalende organisaties bepaalt de consument wie wint.

## Prijzen
Website van het jaar
- 2014: beste reissite
- 2010: beste reissite
- 2009: beste vrijetijdsite
- 2008: populairste reissite

Webwinkel awards
- 2011: beste vergelijkingssite
- 2008: vakprijs voor innovatie

Het Financieele Dagblad
- 2009 FD Gazellen Award

Usability Award
- 2010: winnaar categorie Communities